# Domicilián
Domicián nebo též Domicilián byl 7. proboštem litoměřické kapituly sv. Štěpána v letech 1159–1169.

## Život
O jeho životě příliš mnoho nevíme. Starší publikace v německém jazyce ho ani neuvádí. Písemně je zachycen v listině z roku 1159, kde je Domicián jako litoměřický probošt uváděn mezi svědky. Svou kariéru začínal jako dvorní kaplan, který doprovázel Vladislava II. na jeho cestách. Roku 1159 pobýval král Vladislav II. v cisterciáckém klášteře Waldsassen (Horní Falc), kam ho Domicián doprovázel. Pouze o tomto faktu je zachována písemná zmínka o něm. Pokud byl tedy skutečně litoměřickým proboštem, s větší jistotou můžeme datovat rok 1159. Z důvodu posloupnosti se uvažuje o jeho setrvání ve funkci až do roku 1169.